# Amy Lee
Amy Lynn Lee (* 13. prosince 1981, Riverside, Kalifornie, Spojené státy americké) je americká zpěvačka, skladatelka, textařka a klavíristka. Je zpěvačkou skupiny Evanescence.

## Životopis
Amy Lee se rarodila 13. prosince 1981 v Riverside v Kalifornii. Má tři sourozence, bratra Robbieho a sestry Carrie a Laurie. Její sestra Bonnie zemřela v raném věku v roce 1987. Mladší bratr Robbie zemřel v roce  v roce 2018 ve věku 24 let. Většinu svého života bojoval s epilepsií. Její otec John Lee pracoval jako diskžokej, matka Sarah Lee byla v domácnosti s dětmi.
Devět let se učila klasickou hru na klavír. Inspirací jí byl Wolfgang Amadeus Mozart a film Amadeus z roku 1984 režiséra Miloše Formana. Ludwig van Beethoven byl její další ranou klasickou inspirací, stejně jako filmová hudba Dannyho Elfmana a Hanse Zimmera. Rodina se často stěhovala, nakonec se usadili v arkansaském hlavním městě Little Rock. V roce 2000 Absolvovala Pulaski Academy a krátce studovala na Middle Tennessee State University.

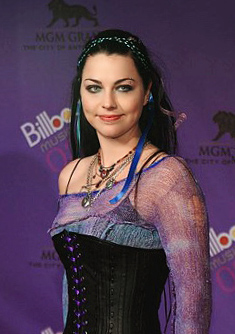
Amy Lee v roce 2003

Během dospívání poslouchala různé hudební styly, včetně alternativní hudby, grunge, hard rocku, industriální hudby, death metalu, groove metalu a elektronické hudby od umělců jako Björk a Portishead.
V roce 1994 potkala na křesťanském mládežnickém táboře začínajícího kytaristu Bena Moodyho. Zatímco ostatní táborníci sportovali, ona hrála na klavír a on na akustickou kytaru. Rozhodli se společně pracovat na hudbě. Společně založili skupinu Evanescence, která dosáhla mezinárodního úspěchu s debutovým albem Fallen (2003). Tehdy se jejich píseň „Bring Me to Life’’ se objevila ve filmu Daredevil z roku 2003 s Benem Affleckem v hlavní roli.
V roce 2000 Absolvovala Pulaski Academy a krátce studovala na Middle Tennessee State University.
Rovněž se podílela na soundtracku k filmu Ukradené Vánoce (1993) a spolupracovala s dalšími umělci, včetně Korn, Seether, Bring Me the Horizon, Lindsey Stirling, Body Count, a Wagakki Band.

### Osobní život
V letech 2003 až 2005 byla ve vztahu se zpěvákem skupiny Seether Shaunem Morganem. V květnu 2007 se provdala za terapeuta Joshe Hartzlera. V červenci 2014 se páru narodil syn Jack.

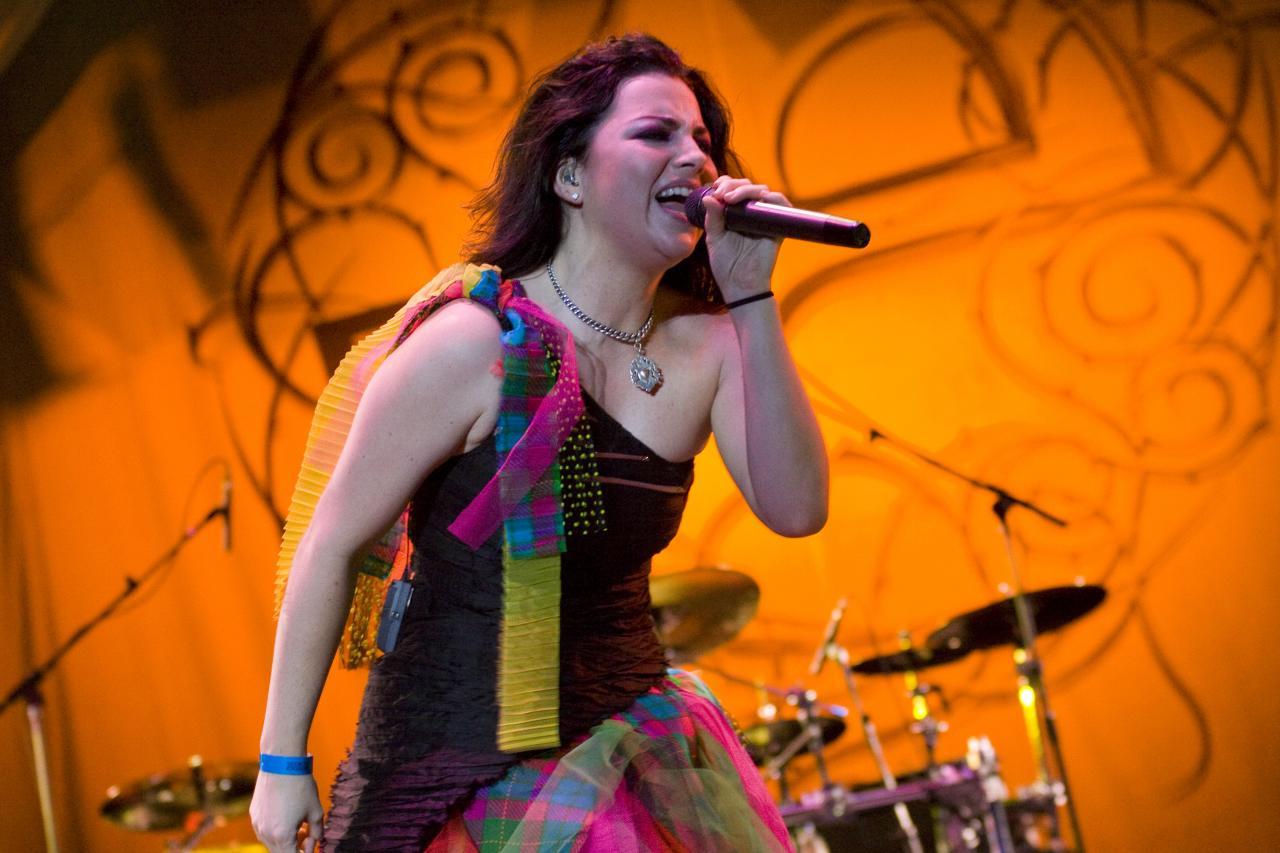
Amy Lee v roce 2009

Amy Lee nikdy nebyla formálně nábožensky založená, ale považuje se za křesťanku. Řekla, že Evanescence nebyla křesťanská kapela a texty písní neměly žádný náboženský podtext.
Otevřeně hovořila o duševním zdraví a uvedla, že od raného věku trpěla úzkostmi a depresemi. Hudební činnost jí v těchto problémech pomáhala.

### Umění a styl
Amy Lee má rozpoznatelný módní styl, který se vyznačuje jejím vkusem pro viktoriánské oblečení a občasným používáním gotického make-upu. Byla označena za gotickou rockovou superstar a ikonu tohoto stylu. Od samého počátku vedla vizuální stránku své skupiny Evanescence, včetně titulní skladby, videoklipů a obalů alb.

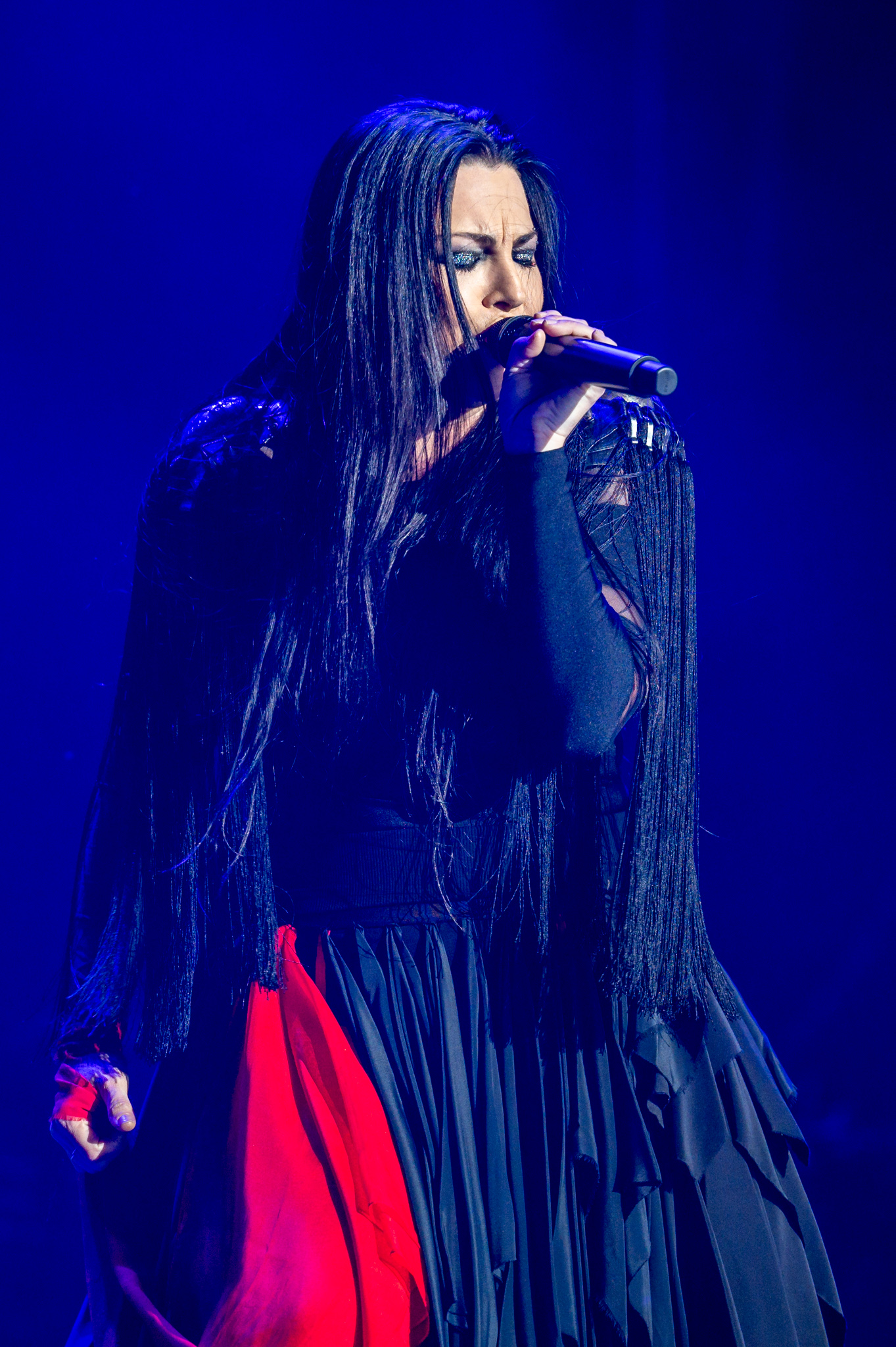
Amy Lee v roce 2023

## Diskografie

### Studiová alba

#### Evanescence
- Fallen (2003)
- The Open Door (2006)
- Evanescence (2011)
- Synthesis (2017)
- The Bitter Truth (2021)

#### Amy Lee
- Aftermath (2014)
- Recover, Vol. 1 (2016)
- Dream Too Much (2016)